# Оспедалето (Пезаро и Урбино)
Оспедалето је насеље у Италији у округу Пезаро и Урбино, региону Марке.
Према процени из 2011. у насељу је живело 81 становника. Насеље се налази на надморској висини од 353 м.